# Équipe cycliste Kodakgallery.com-Sierra Nevada Brewing Co.
L'équipe cycliste Kodakgallery.com-Sierra Nevada Brewing Co. est une ancienne équipe cycliste américaine. Créée en 2002, elle obtient le statut d'équipe continentale en 2005 et ce jusqu'à sa disparition en 2007.

## Principales victoires
- Tour de Wellington : Eric Wohlberg (2004)

## Classements UCI
Entre 2002 et 2004, l'équipe est membre des Groupes Sportifs III.
| Saison | Classement par équipes | Meilleur coureur au classement individuel |
| ------ | ---------------------- | ----------------------------------------- |
| 2002   | 38e (GSIII)            | Chad Gerlach (1704e)                      |
| 2003   | 60e (GSIII)            | Adham Sbeih (1474e)                       |
| 2004   | 22e (GSIII)            | Eric Wohlberg (366e)                      |

À partir de 2005, l'équipe participe aux épreuves des circuits continentaux et principalement les courses du calendrier de l'UCI America Tour. Les tableaux ci-dessous présente les classements de l'équipe sur les circuits, ainsi que son meilleur coureur au classement individuel.
UCI America Tour
| Saison | Classement par équipes | Meilleur coureur au classement individuel |
| ------ | ---------------------- | ----------------------------------------- |
| 2005   | 6e                     | Dominique Perras (34e)                    |
| 2006   | 9e                     | Jackson Stewart (25e)                     |
| 2007   | 13e                    | Dominique Rollin (16e)                    |

UCI Europe Tour
| Saison | Classement par équipes | Meilleur coureur au classement individuel |
| ------ | ---------------------- | ----------------------------------------- |
| 2007   | 101e                   | Dominique Rollin (496e)                   |

UCI Oceania Tour
| Saison | Classement par équipes | Meilleur coureur au classement individuel |
| ------ | ---------------------- | ----------------------------------------- |
| 2005   | 10e                    | Hayden Godfrey (12e)                      |
| 2006   | 6e                     | Dominique Perras (5e)                     |
| 2007   | 15e                    | Dominique Rollin (24e)                    |

## Kodakgallery.com-Sierra Nevada Brewing Co. en 2007

### Effectif
| Cycliste         | Date de naissance | Nationalité | Équipe 2006                    |
| ---------------- | ----------------- | ----------- | ------------------------------ |
| Jesse Anthony    | 12.06.1985        | États-Unis  | Kodakgallery.com-Sierra Nevada |
| Skyler Bishop    | 23.05.1983        | États-Unis  | Kodakgallery.com-Sierra Nevada |
| Jamiel Danesh    | 12.04.1977        | États-Unis  |                                |
| Michael Dietrich | 29.05.1981        | États-Unis  | Kodakgallery.com-Sierra Nevada |
| Peter Lopinto    | 09.05.1981        | États-Unis  | Kodakgallery.com-Sierra Nevada |
| Cody O'Reilly    | 24.01.1988        | États-Unis  |                                |
| Ben Raby         | 30.06.1980        | États-Unis  | Hino Donde Jose                |
| Dominique Rollin | 29.10.1982        | Canada      |                                |
| Joshua Thornton  | 16.02.1979        | États-Unis  | Toyota-United                  |
| Dan Timmerman    | 24.06.1980        | États-Unis  |                                |
| Ryan Trebon      | 05.03.1981        | États-Unis  | AEG Toshiba-Jetnetwork         |
| Mark Walters     | 15.02.1976        | Canada      | Navigators Insurance           |

### Victoires
| Date       | Course                        | Pays    | Classe | Vainqueur        |
| ---------- | ----------------------------- | ------- | ------ | ---------------- |
| 22/05/2007 | 3e étape du FBD Insurance Rás | Irlande | 2.2    | Dominique Rollin |
| 25/05/2007 | 6e étape du FBD Insurance Rás | Irlande | 2.2    | Dominique Rollin |
| 26/05/2007 | 7e étape du FBD Insurance Rás | Irlande | 2.2    | Dominique Rollin |
| 12/06/2007 | 1re étape du Tour de Beauce   | Canada  | 2.2    | Mark Walters     |